# Sandra Oblitas
Sandra Oblitas Ruzza (Caracas, Venezuela; 7 de junio de 1969) es una socióloga venezolana. Actual rectora de la Universidad Bolivariana de Venezuela, designada por Nicolás Maduro el 15 de julio de 2020. A ejercido el cargo de ministra del Poder Popular para la Educación Universitaria (MPPEU), con designación del 17 de abril de 2023 y separada del cargo el 27 de agosto de 2024. Fue rectora principal del Consejo Nacional Electoral de Venezuela (CNE) entre 2006 y 2020, ejerciendo el cargo de vicepresidenta del ente rector entre 2010 y 2020.
Oblitas se graduó de la Universidad Central de Venezuela en sociología. A partir de 2003 empezó a trabajar como asistente del CNE. El Departamento del Tesoro de Estados Unidos la señaló de estar involucrada en la reubicación de centros electorales tan solo cuatro días antes de las elecciones a la Asamblea Nacional Constituyente de 2017, impidiendo el ejercicio del voto.

## Sanciones
Oblitas ha sido sancionada por varios países. Canadá sancionó 40 funcionarios venezolanos, incluyendo a Oblitas, en septiembre de 2017. Las sanciones estaban dirigidas a conductas que socavaban la democracia después de que al menos 125 personas  fueran asesinadas en las protestas en Venezuela de 2017 y "en respuesta al gobierno del descenso de profundización de Venezuela a una dictadura". A los ciudadanos canadienses se les prohibió realizar transacciones con 40 individuos, cuyos activos en Canadá fueron congelados.
En noviembre, diez oficiales gubernamentales, incluyendo Oblitas, fueron includos a la lista de venezolanos sancionaods por Estados Unidos después del elecciones a la Asamblea Nacional Constituyente de 2017. El Departamento del Tesoro describió a los individuos como "relacionados con socavar procesos electorales, censura de medios de comunicación, o corrupción en programas alimenticios administrados por el gobierno en Venezuela".
En marzo de 2018, Panamá sancionó 55 funcionarios públicos, incluyendo a Oblitas.
En junio de 2018, la Unión Europea (UE) sancionó a once funcionarios, incluyendo a Oblitas, como respuesta a las elecciones presidenciales de mayo, que la UE describió como "ni libres ni justas", declarando que "su resultado careció de cualquier credibilidad ya que el proceso electoral no aseguró las garantías necesarias para que fueran inclusivas y democráticas".
El 10 de julio de 2018 Oblitas, entre once individuos anteriormente sancionados por la Unión Europea en junio de 2018, fue agregada a la lista de sanciones de Suiza.